# Марвин Хиц
Марвин Хиц (на немски: Marwin Hitz) е швейцарски футболист, който играе като вратар за националния отбор на Швейцария и за клуба Базел.
Роден в Санкт Гален, Хиц е подписан от клуба Санкт Гален на родния му град, когато е на 9 години. Той представлява клуба на младежко ниво и редовно играе за резервния отбор от 2005 до 2007 г. През сезон 2007/08 отива под наем първо в Ивердон-Спорт, а след това във Винтертур, където завършва сезона, играейки активно като вратар.
Хиц е член на националния отбор на Швейцария на УЕФА Евро 2016, но не играе в никой мач по време на първенството. Отборът е отстранен след загуба от Полша.
Хиц е женен, има 3 деца.